# Emballonura semicaudata
Emballonura semicaudata is een vleermuis uit het geslacht Emballonura die voorkomt op de eilanden van de Grote Oceaan, in de Marianen, Palau, Micronesia, Vanuatu, Samoa, Fiji en Tonga. Daar komt het dier voor op de eilanden(groepen) Aguijan, Lakeba, de Maug-eilanden, Moen, Oreor, Ovalau, Palau, Pohnpei, Rotuma, Ta'u (Manu'a-eilanden), Tol, Tonga, Upolu, Yasawa en mogelijk Saipan en Taveuni. Op Anatahan, Dublon, Guam en Viti Levu is de soort uitgestorven, en op Rota is E. semicaudata alleen van fossielen bekend.
Er worden vier ondersoorten erkend: semicaudata Peale, 1848 in Vanuatu, Fiji, Tonga en Samoa, palauensis Yamashima, 1932 in Palau, rotensis Yamashima, 1943 in de Marianen en sulcata Miller, 1911 in Micronesia. In veel gebieden komt deze soort weinig meer voor; hij wordt door de IUCN als "bedreigd" beschouwd. Deze soort eet insecten, is 's nachts actief en slaapt in grotten.
E. semicaudata is een middelgrote, bruine vleermuis. Net als bij andere schedestaartvleermuizen steekt de staart uit het staartmembraan (uropatagium). Vrouwtjes zijn iets groter dan mannetjes. De kop-romplengte bedraagt 41 tot 49 mm, de voorarmlengte 44,4 tot 47,9 mm, de oorlengte 10,0 tot 13,6 mm en het gewicht 5,5 tot 8,0 g.
Emballonura alecto · Emballonura beccarii · Emballonura dianae · Emballonura furax · Emballonura monticola · Emballonura raffrayana · Emballonura semicaudata · Emballonura serii